# Вою на Луну

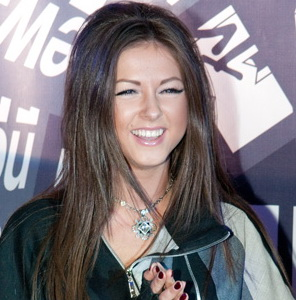
автор сингла

«Вою на луну» — песня, написанная российской певицей Нюшей. Композиция была выпущена 17 февраля 2009 года, как первый сингл исполнительницы, из её дебютного альбома «Выбирать чудо».

## Создание композиции
По словам Нюши, песня была записана в состоянии депрессии, после расставания с её парнем: 

…эта песня стала как бы маяком, который вытащил меня из депрессии. Так случилось, что я поругалась со своим молодым человеком, с которым встречалась на тот момент, и вернулась домой грустная. Была ночь и светила яркая луна. Я помню, подошла к окну, открыла его, посмотрела на луну, и мне стало так тоскливо. Мне в голову сразу пришли слова «вою на луну!» Я стала напевать себе что-то под нос, села за фортепиано, постепенно увлеклась и появился мотив. Мысли о ссоре тут же улетучились, и я взбодрилась. Отсюда и возникли эти строчки «от печали нету толка!» .— Нюша

## Музыка и лирика
«Вою на луну» — это танцевальная поп-композиция, с элементами R&B и электроники. Борис Барабанов из газеты «Коммерсантъ» отмечал, что на дебютном альбоме Нюши «национальные мотивы плодотворно взаимодействуют в альбоме с почти неизбежным сегодня R&B и электроникой, напоминающей почерк Максима Фадеева». При этом им было отмечено, что наиболее полно такое взаимодействие проявляется в песне «Вою на луну»: «В ней отчетливо проявлены этнические корни, а если учесть, что юная госпожа Шурочкина музыку и тексты пишет сама (папа выступает в качестве продюсера), получается, что Нюша — почти Анна Пингина, только в поп-сегменте», — отмечал журналист.
В интервью на портале «Russia.ru», когда Нюшу спросили о формуле создания хита, она отметила, что композиция сложнее, чем кажется на первый взгляд. «Конечно, как бы все всегда стремятся вычислить  эту формулу хита. Хотя я, на самом  деле, считаю, что вот моя первая песня не настолько прямо супернародный  хит, хотя она достаточно популярная. Но она все-таки, при всей своей вроде простоте, она, на самом деле, все равно, немножко вот с заковыркой и достаточно сложная. Вот так вот много крючочков», — говорила певица. Анна Матвеева из «Starland.ru» отмечала, что лирика песни не совсем понятна, при этом она выделила строчки песни: «А на небе мой сон, но мне не снится он».

## Список композиций
- Радиосингл[7]

1. Вою на луну — 3:18
2. Вою на луну (Electro remix) — 3:17

- Цифровой сингл[8]

1. Вою на луну — 3:19

## Участники записи
В создании и записи песни приняли участие следующие музыканты:
- Нюша Шурочкина — автор (музыка и текст), продюсер, вокал, бэк-вокал
- Владимир Шурочкин — продюсер, саунд-продюсер, гитара
- Александр Максимов — аранжировка
- Влад Стрекалин — мастеринг
- Оксана Шурочкина — сопродюсер

## Чарты
За одну неделю песню исполнили 8180 раз, а всего песня появлялась в эфирах российских радиостанций 145688 раз.
| Чарт                            | Высшая позиция |
| ------------------------------- | -------------- |
| Российский Радиочарт            | 37             |
| Московский Радиочарт            | 33             |
| Питерский Радиочарт             | 18             |
| Киевский недельный чарт Топ 100 | 44             |

## Итоговые чарты
| Чарт                 | Высшая позиция |
| -------------------- | -------------- |
| Российский Радиочарт | 96             |